# Carolina Bastida Serra
Carolina Bastida Serra (Andorra, 1980), coneguda també com a Carli Bastida, és una lingüista, investigadora i professora andorrana llicenciada en filologia hispànica per la Universitat de Barcelona i doctora en l'àmbit de la lingüística i la comunicació electrònica per la Universitat d'Andorra. Coordina el Grup de Recerca en Llengües de la Universitat d'Andorra i es dedica a la docència en l'àmbit universitari.

## Trajectòria
Carolina Bastida Serra va obtenir el seu doctorat a la Universitat d'Andorra l'any 2017 amb un treball sobre la comunicació electrònica textual entre joves en català, amb el qual va esdevenir una de les deu primeres persones a doctorar-se en aquesta Universitat. La seva tasca investigadora des de llavors s'ha centrat principalment en el llenguatge i la telecomunicació, la sociolingüística d'Andorra i la neologia en llengua catalana.
Ha exercit la docència a la Universitat d'Andorra i en diverses universitats catalanes com la Universitat Autònoma de Barcelona, on imparteix assignatures de sociolingüística i psicologia del llenguatge. Exerceix també de representant de la Universitat d'Andorra a la comissió permanent de la Xarxa Vives d'Universitats.
Bastida Serra ha fet incursions en el món de la literatura i la traducció, i ha publicat poemes i relats en revistes com Portella: Andorra, lletres, arts. L'obra més destacada és Nou llegendes, publicada l'any 2011 per l'Editorial Andorra, amb il·lustracions d'Arnau Pérez Orobitg, que recupera nou de les llegendes més emblemàtiques de les Valls d'Andorra i que va servir d'inspiració per a un projecte artístic al Principat d'Andorra. També fou una de les obres escollides pel Ministeri de Cultura del Principat per representar la literatura andorrana a la Fira Internacional del Llibre de Buenos Aires en l'edició del 2019.

## Obra
- Bastida, Carolina; Bertrana, Univers; Sistac, Ramon; Villaró, Albert. Llengua i Literatura a Andorra i als Pirineus.  Andorra la Vella: Universitat d'Andorra, 2016. ISBN 978-99920-3-086-8.[15][16]
- Bastida, Carli. Nou llegendes.  Editorial Andorra Guies, 2011. ISBN 978-99920-53-43-0.[1][3][13]